# Yalobusha megye
Yalobusha megye az Amerikai Egyesült Államokban, azon belül Mississippi államban található. Megyeszékhelye Water Valley. Lakosainak száma 12 481 fő (2020. április 1.). Yalobusha megye Lafayette, Grenada, Calhoun, Panola és Tallahatchie megyékkel határos.

## Népesség
A megye népességének változása:
| Lakosok száma | 12 651 | 12 518 | 12 402 | 12 373 | 12 447 | 12 481 |
|               | 2010   | 2011   | 2012   | 2013   | 2015   | 2020   |